# Legge del taglione
La legge del taglione (o pena del taglione), in latino lex talionis (dal lat. tālis nel senso di "tale e quale"), è un principio di diritto che consiste nella possibilità riconosciuta a una persona che avesse ricevuto intenzionalmente un danno causato da un'altra persona, di infliggere a quest'ultima un danno, uguale all'offesa ricevuta.
In uso presso diverse popolazioni in età antica, aveva funzione di porre un limite preciso alle vendette private, che spesso degeneravano in faida. In opere letterarie, sebbene influenzate da testi sacri, si preferisce parlare di legge del contrappasso, in particolare del caso di "contrappasso per analogia".
Secondo questo principio, ad un determinato male ingiusto si pone rimedio con un male di pari grado. In questo modo si pensa di ristabilire l'equilibrio tra due situazioni che altrimenti sarebbero rimaste impari. Tale concezione di punizione trova spazio in parte nella dottrina del sistema penale classico retributivo. Il principio ha origini remote ed è contemplato in modo concettualmente analogo in diverse culture o civiltà, scomparse o ancora esistenti, in diverse parti del mondo.

## Storia

### Età antica
La più antica codificazione di questo principio è stata probabilmente espressa nel Codice di Hammurabi, antica raccolta di leggi babilonese nel quale la pena per i vari reati è spesso identica al torto o al danno provocato, anche se il tutto cambia a seconda della classe sociale di colui che compie l'azione. Ad esempio, la pena per l'omicidio è la morte: se la vittima però è il figlio di un altro uomo, all'omicida verrà ucciso il figlio; ma se è uno schiavo l'omicida pagherà un'ammenda, commisurata al prezzo dello schiavo ucciso. Era dunque la pena inflitta, in caso di danno volontario corporale.

### Nel diritto romano
La legge del taglione viene affermata solo nel diritto romano arcaico, quello delle dodici tavole. Infatti nella Tavola VIII riguardante gli illeciti, si dice:
(Tav. VIII, 2.)

### Medioevo ed età moderna
Esso si può riscontrare anche nell'antico diritto germanico al quale si rifecero le legislazioni di alcuni stati italiani, infatti è possibile riscontrare l'uso di tale legge in alcuni documenti ritrovati in Toscana  nel 1786. Sant'Isidoro di Siviglia nei suoi Etymologiarum sive originum libri XX definisce il taglione nei seguenti termini: Talio est similitudo vindictae, ut taliter quis patiatur, ut fecit. In questa maniera viene espressamente affermata la natura vendicativa di simile principio.
Visto però come un atto di compensazione, legittimerebbe altre plausibili chiavi interpretative nella cultura popolare.

## Nella religione

### Cristianesimo
Si tratta di un principio di rivalsa proporzionale al danno subito (se ricevi un danno hai diritto di rispondere con lo stesso danno) comunemente espresso dalla locuzione "occhio per occhio, dente per dente" (dal latino oculum pro oculo dentem pro dente), che appare anche nella Bibbia:
Per i Cristiani il principio è rimasto nell'Antico Testamento (Bibbia) come monito nei confronti di chi commetteva danni o procurava la morte di altri ed è stato aggiunto nel Nuovo Testamento (Vangelo) il suo ribaltamento come esortazione a compiere verso gli altri solo azioni che si vorrebbero ricevere.
Nel Vangelo secondo Matteo è scritto:
Il concetto di legge del taglione è diametralmente opposto al principio del Perdono Cristiano e alla remissione dei peccati (riconciliazione), pilastri del pensiero cattolico. 

### Islam
Nel diritto islamico è di fatto accolto il principio dell'occhio per occhio vigente in Arabia ai tempi di Maometto. È tuttavia previsto, spesso con una minuziosa casistica, anche il principio di "compensazione pecuniaria" (in arabo diya, spesso tradotto "prezzo del sangue"), con cui è possibile evitare il ricorso all'occhio per occhio pagando risarcimenti in denaro. Solitamente però il ricorso alla diya è subordinato all'accettazione della compensazione da parte della parte lesa, e in mancanza di ciò si dovrebbe procedere al taglione.

## Nelle civiltà antiche

### Civiltà babilonese
Nel Codice di Hammurabi, la pena per i vari reati è spesso identica al torto o al danno provocato. Ad esempio la pena per l'omicidio è la morte: se la vittima però è il figlio di un altro uomo, all'omicida verrà ucciso il figlio; se è uno schiavo l'omicida pagherà un'ammenda, commisurata al prezzo dello schiavo ucciso. Il codice applicava il principio anche in caso di responsabilità indiretta e involontarietà: per esempio, se un architetto progetta una casa e questa crolla uccidendo chi vi abita, è colpevole e subisce la pena come se avesse ucciso di persona.

### Civiltà romana
Nella tavola VIII delle Leggi delle XII tavole sono contemplati, in analogia con "occhio per occhio", i diversi reati contro persone o cose e la pena relativa, differenziata a seconda della volontarietà o meno dell'atto. Questo complesso di leggi, lex colosio, è stato mantenuto nell'antico diritto germanico al quale si rifecero le legislazioni di alcuni stati italiani.

### Maori
Il concetto Maori Utu, anche legale, esprime reciprocità o equilibrio nei rapporti con gli altri. Nel concetto Utu rientra la valutazione di ciò che è giusto fare sia per ricambiare le azioni gentili, sia per attuare una vendetta con i suoi effetti. Per l'aspetto vendetta è analogo a occhio per occhio.